# Ricky Sprocket
Ricky Sprocket (Ricky Sprocket: Showbiz Boy) est une série télévisée d'animation canadienne en 25 épisodes de 22 minutes créée par David Fine et Alison Snowden, produite par Bejuba Entertainment, SnowdenFine Animation et Studio B Productions, et diffusée entre le 31 août 2007 et le 4 mai 2009 sur Teletoon, et au Québec à partir du 8 septembre 2007 sur Télétoon.
En France, elle a été diffusée en 2010 sur France 3 dans l'émission Ludo.

## Synopsis
Ricky Sprocket est une vedette de cinéma bien spécial envers le public. Ricky lui, aimerait bien des fois être/vivre comme un garçon bien ordinaire, mais il doit n'en vivre les conséquences. Lui avec ses ami(e)s et sa famille, vivront plusieurs aventures. Mais Ricky devra faire attention à Kiki la coquine.

## Personnages
- Kiki la coquine: Tout comme Ricky, Kiki est une actrice de cinéma et essai toujours de surpasser Ricky (par jalousie bien sûr).
- Monsieur Fireburger: Il est propriétaire des studios Wisheworks (W)et aussi lui qui créer les films où Ricky et Kiki fait apparition.
- Vanessa Camelote: L'animatrice de Showbiz plus, elle est toujours la première à savoir les nouvelles de la journée.
- Estelle: Le diable de la famille Sprocket. Son plus grand rêve ? Que Ricky soit effacé de sa mémoire, même si c'est son frère.
- Les amis de Ricky: Ils sont toujours là pour lui, ce sont les meilleurs amis que Ricky peut avoir.

## Liste des épisodes
1. Un baiser comme au cinéma / L'enfant-roi
2. Céréalement bon / Spectaculai-rot
3. Attraction Fatale / Bienvenue monsieur Arthur
4. Des jours heureux / Ricky fait des affaires
5. La nouvelle amie d'Estelle / Vicky Sprocket
6. Le singe descend de l'homme / Ricky au carré
7. Estelle en cavale / Froid lapin
8. L'oreille absolue / La mer à boire
9. Silence on tourne! / Une grosse grosse fête
10. Croc contre croc / Bonnes fêtes Ricky
11. La vérité si je mens / Arthur et ses rockets
12. Ricky des villes et Ricky des champs / Une histoire à dormir debout
13. Ricky et le loup / Ricky chez les vampires
14. Ricky qui? / Un garçon et son garde du corps
15. Ma vie comme au cinéma / Ricky cruso
16. Destination Jupiter: 1re partie / Destination Jupiter: 2e partie
17. L'histoire avec un grand <<H>> / Ricky aux enchères
18. La gloire de ma sœur / Ricky fait le beau
19. Vol au-dessus d'un nid d'abeilles / Ricky inc.
20. Un certain inconfort / Fan club
21. La punition / Cendrillon dans les buissons
22. Ho-Ho-Ho Hollywood: 1re partie / Ho-Ho-Ho Hollywood: 2e partie
23. La parfaite petite famille / MobY Rick
24. Papa a parfois raison / Le public est le juge
25. Le cirque / Jeux de tête
26. Les jeux de l'amour et de Mozart / Citron que c'est bon

## Voix
- Valérie Gagné : Ricky Sprocket
- Sylvain Hétu : Fritz Burger
- Annie Girard : Estelle
- Michèle Deslauriers : Mme Sprocket
- Stéphane Rivard : le lecteur de nouvelles

 Source et légende : version québécoise (VQ) sur Doublage.qc.ca